# Jungle Fight 89
Jungle Fight 89 foi um evento de artes marciais mistas promovido pelo Jungle Fight, que ocorreu em 30 de julho de 2016, em Cidade. O Jungle Fight 89 lotou o ginásio Mauro Pinheiro, em São Paulo, neste sábado. Pela primeira vez na organização, duas mulheres entraram na Arena pela categoria peso-mosca (57kg). Simone Duarte e Bianca Daimoni fizeram história ao disputarem o inédito cinturão. Atleta da casa, a paulistana Simone levava vantagem no confronto, mas quase foi pega por um armolock bem encaixado por Bianca no segundo round – foi o melhor momento da paranaense. Após três rounds equilibrados, Simone Duarte ficou com a vitória por decisão unânime e garantiu o título da nova divisão.. NO cinturão interino dos moscas valeria apenas se Paulinho Capoeira vencesse o combate, já que seu adversário, Herbeth Índio, não atingiu o limite de 57 kg da categoria. Os atletas mostraram muita disposição durante os três rounds, com ligeira vantagem para Capoeira, que ficou com a vitória e garantiu título interino em Manaus após decisão unânime da arbitragem. Foi a quinta vitória consecutiva do manauara.

## Ligações Externas
1. ↑  28-29 28-29 29-28 Cinturão inaugural Peso Mosca
2. ↑  29-28 30-28 29-28 Cinturão Interino Peso Mosca
3. ↑  28-28 30-26 30-26
4. ↑  30-27 30-27 29-28
5. ↑  28-29 30-28 29-28
6. ↑  30-27 30-26 30-27
7. ↑  28-29 29-28 30-27
8. ↑  28-26 29-27 28-26